# 傅學禮
傅學禮（？—？），字立之，陝西慶陽府安化縣人，明朝政治人物。

## 生平
嘉靖五年（1526年）丙戌科進士。歷官禮部精膳司郎中，升山東按察司副使，升湖廣按察使。

## 著作
著有《慶陽府志》。